# Peter Jones (missionário)
Peter Jones (Burlington Heights, 1 de janeiro de 1802 – Brantford, 29 de junho de 1856) foi um ministro metodista ojíbue, tradutor, chefe e autor do Alto Canadá. Seu nome em ojíbua era Kahkewāquonāby (Gakiiwegwanebi na grafia indígena), que significa "[Sagrado] Penas Ondulantes". Na língua mohawk, ele era chamado de Desagondensta, que significa "ele põe as pessoas de pé". Em sua juventude, sua tribo de Mississaugas esteve à beira da destruição. Como pregador e chefe, como modelo e como elo de ligação com os governos, sua liderança ajudou seu povo a sobreviver ao contato com os europeus.
Jones foi criado por sua mãe, Tuhbenahneequay, na cultura tradicional e religião dos ojíbuas Mississauga até os quatorze anos de idade. Depois disso, foi morar com seu pai, Augustus Jones, com o qual aprendeu os costumes e a língua dos colonos cristãos brancos do Alto Canadá e foi ensinado a cultivar. Jones se converteu ao metodismo aos 21 anos depois de participar de uma reunião campal com sua meia-irmã. Líderes metodistas no Alto Canadá reconheceram seu potencial como uma ponte entre as comunidades branca e indígena e o recrutaram como pregador. Como um pregador bilíngue e bicultural, ele permitiu que os metodistas fizessem incursões significativas com os grupos nativos Mississaugas e Iroqueses das Seis Nações do Alto Canadá, traduzindo hinos e textos bíblicos em língua ojíbua e mohawk, e pregando para os indígenas que não entendiam inglês. Além de pregar aos indígenas deste país, ele foi um excelente arrecadador de fundos para os metodistas canadenses e viajou pelos Estados Unidos e Grã-Bretanha dando sermões e discursos. Jones atraiu o público de milhares, preenchendo muitos dos prédios em que falou, mas passou a se ressentir do papel, acreditando que o público veio para ver Kahkewāquonāby, o indígena exótico, não Peter Jones, o bom cristão que ele trabalhou tanto para se tornar.
Jones também foi um líder político. Em 1825, ele escreveu ao Departamento Indígena; sua carta foi a primeira que o departamento recebeu de um indígena. Isso o colocou em contato com o Superintendente do Departamento Indígena, James Givins, e o influente Bispo John Strachan, com quem conseguiu o financiamento e o apoio do assentamento Credit Mission. Lá ele viveu e trabalhou como pregador e líder comunitário, liderando a conversão de Mississaugas a um estilo de vida europeu de agricultura e cristianismo, o que os permitiu competir com os colonos brancos do Alto Canadá. Ele foi eleito chefe das Mississaugas da Credit Mission em 1829 e atuou como porta-voz da tribo ao fazer uma petição ao governo colonial e seus departamentos. Durante suas viagens britânicas, ele teve diálogos com o rei Guilherme IV e a rainha Vitória, peticionando diretamente a esta última sobre a questão dos títulos de propriedade das Mississaugas do Alto Canadá.
Durante sua vida, Jones conseguiu obter algumas concessões de vários governos provinciais, como ter o controle dos fundos fiduciários dos povos Mississaugas entregues a seus chefes, mas nunca foi capaz de obter títulos de propriedade para a realização do acordo. Em 1847, Jones levou a tribo a se mudar para New Credit em um terreno doado pelas Seis Nações, que conseguiram fornecer os títulos de propriedade aos Mississaugas. Desde então, as Mississaugas do New Credit conseguiram manter o título da terra, onde permanecem. A saúde de Jones vinha piorando por vários anos antes da mudança para New Credit, e ele não conseguiu acompanhá-los até um assentamento não construído, retirando-se para uma propriedade próxima fora de Brantford, onde morreu em 1856.

## Primeiros anos

### Criação ao lado da mãe
Jones nasceu em 1.º de janeiro de 1802, em Burlington Heights, Alto Canadá. Seu pai se chamava Augustus Jones, um agrimensor nascido nos Estados Unidos de ascendência galesa. Sua mãe era Tuhbenahneequay, uma mulher Mississauga cujo tribo habitava a área. Seu pai trabalhava nas terras em que os britânicos planejavam se estabelecer; como era comum entre os homens europeus que trabalhavam longe dos assentamentos europeus, ele adotou o costume indiano da poligamia. Enquanto estava em sua fazenda em Stoney Creek, ele morou com sua esposa legítima, uma mulher Mohawk chamada Sarah Tekarihogan, e enquanto fazia medições, ele morou com Tuhbenahneequay. Embora os povos Mississaugas e os Mohawks aprovassem a poligamia, os colonos cristãos brancos não, e Augustus Jones terminou seu relacionamento com Tuhbenahneequay em 1802. Peter e seu irmão mais velho John foram criados por Tuhbenahneequay na religião Midewiwin, os costumes e estilo de vida de seus ancestrais Mississauga, e aprenderam a caçar e pescar para se sustentar.

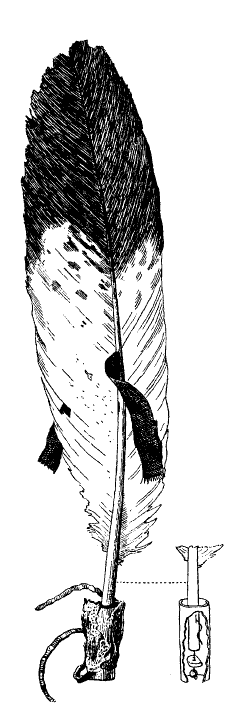
Um esboço da pena dada a Kahkewāquonāby por seu avô durante sua cerimônia de nomeação.

Ele foi nomeado Kahkewāquonāby por seu avô materno, o chefe Wahbanosay, numa festa própria. Um filho de Wahbanosay, que morreu aos sete anos, havia recebido o mesmo nome. O nome se traduz em português como "penas ondulantes [sagradas]" e denota penas arrancadas da águia, que era sagrada para os Mississaugas. Isso o colocou sob a tutela do manidoo animikii (Pássaro do Trovão) dos Mississauga, pois a águia representava esse manidoo. Sua mãe era do totem da Águia e o nome pertencia a esse totem. Na festa, Kahkewāquonāby recebeu uma clava para denotar o poder do espírito do trovão e um punhado de penas de águia para denotar seu voo.
Por volta de 1811, Jones foi adotado pelo capitão Jim, um chefe Mississauga. O próprio filho do capitão Jim, também chamado Kahkewāquonāby, havia morrido e ele fez uma petição a Tuhbenahneequay para adotar Jones. Tuhbenahneequay aprovou a adoção e Jones foi enviado para Credit River para morar com o capitão Jim como um de seus próprios filhos. Durante um longo episódio de brincadeiras bêbadas de todos os indígenas adultos do bando do capitão Jim, a fome e a exposição ao frio paralisaram Jones, tornando-o incapaz de ficar de pé. Após dois ou três meses disso, sua mãe recebeu a notícia da condição de Jones e viajou para Credit River com seu parente Shegwahmaig (Zhigwameg, "Amia"). As duas mulheres carregaram Jones de volta para Stoney Creek, onde ele voltou a morar com sua mãe. Sua claudicação diminuiu com o tempo.
A tribo de Mississaugas de Jones passou por uma parte das dificuldades da Guerra de 1812. A avó de Jones, Puhgashkish, velha e aleijada, foi deixada para trás pela tribo quando foi forçada a fugir dos soldados que avançavam sobre York. Ela nunca foi vista novamente. A tribo perdeu o guerreiro White John para a luta e vários outros ficaram feridos. Embora Jones fosse muito jovem para atuar como guerreiro, ele e seu irmão John visitaram o local da Batalha de Stoney Creek no dia seguinte à luta, vendo os efeitos da batalha em primeira mão. A terra onde a tribo caçava e pescava foi assolada por um influxo de refugiados indígenas que excedia em número a população do bando.
Jones partiu em sua primeira "busca de visões" nessa época; sua falta de visões o levou a questionar sua fé na religião de Mississauga. Sua fé também foi perturbada pela morte do chefe Kineubenae (Giniw-bine, "Águia Dourada"). Águia Dourada era um ancião respeitado da tribo, que teve uma visão prometendo que espíritos o tornariam invencível a flechas e balas. Para renovar a fé decadente de seu povo, alguns dos quais haviam começado a adotar o estilo de vida dos colonos brancos, Águia Dourada organizou uma demonstração de sua invulnerabilidade concedida pelo espírito. Ele foi morto tentando pegar uma bala com um pote de lata. Jones testemunhou o evento.

### Criação ao lado do pai
Em 1816, conhecido como o Ano Sem Verão, severas anormalidades climáticas causaram uma colheita abismal, e a tribo Mississauga na cabeceira do Lago Ontário estava se desintegrando. Nos vinte anos anteriores, os líderes comunitários — o chefe Wabakinine, o porta-voz da tribo Águia Dourada e o avô de Jones, Wahbanosay — morreram e nenhum novo líder assumiu efetivamente seus papéis. O alcoolismo entre os membros do grupo estava aumentando. Muitos abandonaram a tribo, viajando para o oeste, para o vale do rio Tamisa ou para o Rio Grand, que eram mais isolados dos colonos brancos.
Augustus Jones soube dos problemas da tribo e se aventurou no interior para trazer Peter e John para morar com ele em sua fazenda em Saltfleet Township, com a madrasta e os meio-irmãos. Como ele sabia apenas algumas palavras em inglês, Peter foi matriculado em uma escola de uma sala só em Stoney Creek. Com a ajuda do professor da região, George Hughes, Peter aprendeu inglês. No ano seguinte, a família mudou-se para Brantford, onde Augustus tirou Peter da escola e começou a instruí-lo na agricultura. A tribo iroquesa de Sarah Tekarihogan havia se estabelecido no vale do Rio Grand e em torno de Brantford. Aqui Jones foi introduzido na tribo iroquesa e recebeu o nome Mohawk de "Desagondensta", que significa "ele mantém as pessoas de pé".
Jones foi batizado anglicano pelo reverendo Ralph Leeming a pedido de seu pai em 1820, mas internamente ele não aceitou o cristianismo. Jones diria mais tarde que, embora a instrução que recebeu no cristianismo de seu pai, sua madrasta e seu antigo professor George Hughes o tivesse atraído para a religião, a conduta dos colonos cristãos brancos "bêbados, brigando, brigando e enganando os pobres indígenas, e agindo como se Deus não existisse" o convenceu de que não poderia haver verdade em sua religião. Ele se permitiu ser batizado principalmente para se tornar um membro pleno da sociedade branca do Alto Canadá, com todos os privilégios que isso acarretava. Dado o comportamento de outros que haviam sido batizados, Jones esperava que isso não tivesse nenhum efeito sobre ele. Jones trabalhou com seu pai na agricultura até o verão de 1822, quando encontrou um emprego na olaria trabalhando para seu cunhado Archibald Russell com intuito de arrecadar dinheiro para que ele pudesse retomar seus estudos. Ele frequentou a escola em Fairchild's Creek durante o inverno de 1822–1823, estudando aritmética e redação, na esperança de obter trabalho como balconista no comércio de peles. Na primavera de 1823, Jones deixou a escola, voltando para a fazenda de seu pai em maio.

## Ministro

### Conversão ao metodismo
Jones foi atraído pela fé metodista porque defendia a abstemia e que os indígenas deveriam se converter ao estilo de vida do colono branco. Em junho de 1823, ele participou de uma reunião campal da Igreja Metodista Episcopal em Ancaster, junto com sua meia-irmã Mary. A reunião campal tocou Jones, que ali se converteu ao cristianismo. Nessa época, o reverendo William Case viu o potencial de converter os indígenas Mississauga por meio de Jones. Case logo assumiu o papel de mentor de Jones como missionário. Como Jones era bilíngue e bicultural, ele podia falar e se relacionar com os povos Mississaugas e os colonos cristãos brancos no Alto Canadá. Mais tarde naquele ano, o reverendo Alvin Torry montou uma congregação centrada em torno de Jones e do chefe Thomas Davis (Tehowagherengaraghkwen), composta inteiramente por membros indígenas. A dupla incentivou os indígenas convertidos a se estabelecerem em torno da casa de Davis, que adquiriu o nome de "Davis' Hamlet" ou "Davisville". Jones e Seth Crawford ensinavam a Escola Dominical para a crescente comunidade, que começou a construir uma capela na primavera de 1824.
Muitos dos parentes de Jones foram rapidamente convertidos e se mudaram para Davis' Hamlet, incluindo sua mãe Tuhbenahneequay, sua filha Wechikiwekapawiqua e o Chefe Wageezhegome (Wegiizhigomi, "Quem Possui o Dia"), marido de Wechikiwekapawiqua e tio de Jones, Joseph Sawyer (Nawahjegezhegwabe (Nawajii-giizhigwabi, "Aquele que Descansa Sentado no Céu"). Jones recebeu seu primeiro cargo oficial na igreja – missionário – em 1º de março de 1825. Nessa função, ele falou nos cultos depois de pregadores locais e ajudou pregadores viajantes durante suas viagens no circuito. Oficiais da igreja como Torry e Case reconheceram a necessidade de um membro fluente em língua ojíbua que pudesse traduzir hinos e passagens da Bíblia e apresentar a religião cristã aos indígenas em termos que eles pudessem entender. Jones foi contratado como professor na missão Rio Grand. Nessa época, ele começou a falar para grupos sobre o metodismo. Em 1824, alguns de seus parentes vieram vê-lo falar e ficaram na missão do Rio Grand para que pudessem matricular seus filhos na escola diurna de Jones. Os metodistas do Alto Canadá contrataram Jones junto com seu irmão John para começar a traduzir obras religiosas e instrutivas em ojíbue para uso nas escolas metodistas. Em 1825, mais da metade de sua tribo havia se convertido ao cristianismo, e Jones decidiu dedicar sua vida ao trabalho missionário.

### Credit Mission: a construção do assentamento aos povos Mississaugas

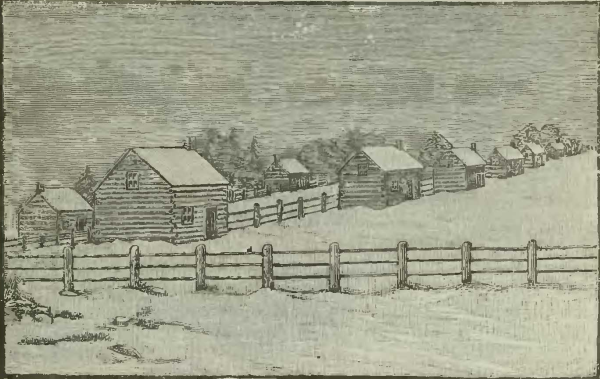
Credit Mission no inverno de 1827. Esboço de The Story of My Life, por Egerton Ryerson.

Em 1825, Jones escreveu uma carta ao agente indígena James Givins sobre a entrega anual de presentes do governo (comprometidos em várias compras de terra) aos povos Mississaugas. A carta foi a primeira que Givins recebeu escrita por um indígena. Givins marcou um encontro com Jones durante a segunda semana de julho. Jones chegou ao rio Humber no horário prescrito, liderando cerca de 50 indígenas cristãos, e seu ex-pai adotivo, o capitão Jim, chegou liderando cerca de 150 indígenas não cristãos. Nesta reunião, mais 50 dos cerca de 200 indígenas do bando de Jones foram convertidos. Givins estava acompanhado por vários membros da aristocracia do Alto Canadá, além do bispo John Strachan. A vestimenta cristã e o estilo da tribo de convertidos de Jones, incluindo o canto de hinos, que foram traduzidos para a língua ojíbua por Jones, criaram uma impressão favorável do grupo com Strachan e os outros líderes políticos presentes. Embora Strachan, um anglicano, tivesse denunciado fortemente os metodistas, ele viu em Jones a oportunidade de cristianizar os indígenas do Alto Canadá. Ele esperava converter Jones (e, portanto, seus seguidores) ao anglicanismo mais tarde.
O bispo já havia concordado em construir uma vila no Credit River para os Mississaugas em 1820, mas nada foi feito. Strachan disse a Jones que cumpriria este acordo e, após uma breve reunião, todos os indígenas cristãos concordaram em aceitá-lo. A construção do assentamento, chamado de Credit Mission, logo começou e Jones mudou-se para lá em 1826. No verão daquele ano, com a construção do assentamento em andamento, o resto da tribo se juntou à igreja metodista e se estabeleceu na Credit Mission. Entre os últimos a aderir estava o ex-pai adotivo de Jones, o capitão Jim, e sua família. Mais ou menos nessa época, o reverendo metodista Egerton Ryerson foi designado para Credit Mission, e Jones rapidamente fez amizade com ele. O trabalho de Ryerson no acampamento liberou Jones para começar a fazer longas expedições missionárias para outras partes do Alto Canadá. Durante o período de 1825–1827, Jones empreendeu missões missionárias em Quinte, Munceytown, Rice Lake e Lake Simcoe. Ele pregou na língua nativa, fator chave para ajudar os indígenas a entenderem e aceitarem o cristianismo; pequenos grupos de indígenas nessas áreas logo se converteram.
O conhecimento de Jones da língua inglesa e os laços com colonos notáveis permitiram que ele atuasse como um porta-voz da tribo. Em 1825, ele e seu irmão John viajaram para York com intuito de fazer uma petição ao governo para acabar com a pesca de salmão no Credit River por colonos europeus; a petição seria concedida em 1829. Em 1826, eles estavam de volta quando o Departamento Indígena não pagou a anuidade integral devida ao bando por uma concessão de terras de 1818, já que o grupo havia recebido apenas 472 das 522 libras esterlinas especificadas no tratado. No assentamento, Jones também trabalhou para ensinar práticas agrícolas aos moradores, que poucos conheciam. Jones acreditava que a aceitação do cristianismo por seu povo e sua conversão a um estilo de vida agrícola seria fundamental para sua sobrevivência. Em 1827, cada família tinha um lote próprio de 0,25 acre, e um lote comunitário de 30 acres era cultivado. O sucesso do acordo e seu sucesso na conversão de indígenas ao cristianismo deram a Jones uma boa reputação no Alto Canadá. Seus sermões durante as viagens foram bem frequentados e vários grupos doaram dinheiro e bens, como um fogão para a escola e um arado para a tribo. Em 1827, Jones recebeu uma licença experimental de pregação como pregador itinerante. Em 1828, a prática metodista de abstinência tinha feito incursões significativas com os povos Mississaugas; na distribuição anual de presentes do Rei em 1828, Jones relatou ter visto um único indígena bêbado, enquanto a embriaguez havia sido generalizada na distribuição anual em 1826.
Em janeiro de 1828, o bispo Strachan abordou Jones e seu irmão John, oferecendo-se para pagá-los mais como missionários anglicanos do que os metodistas podiam pagar, mas os dois irmãos rechaçaram a oferta. Ao mesmo tempo, Strachan e vários oficiais do governo pressionaram as comunidades indígenas a trocar o metodismo pelo anglicanismo, recusando-se a ajudar os indígenas de Rice Lake na construção de um assentamento como haviam feito com as missões Credit (liderada por indígenas) e Bay of Quinte (controlada pela Igreja Anglicana), embora os indígenas de Rice Lake tivessem se oferecido para financiar a construção com suas anuidades de entrega de terras. A tensão permaneceu entre o governo do Alto Canadá e os indígenas da província, principalmente os irmãos Jones, sobre sua afiliação religiosa até que o vice-governador Peregrine Maitland foi substituído no final de 1828 por Sir John Colborne. Colborne olhou muito mais favoravelmente para os metodistas, mas ainda esperava substituir a influência dos metodistas americanos pelos wesleyanos britânicos.

### Eleição como chefe

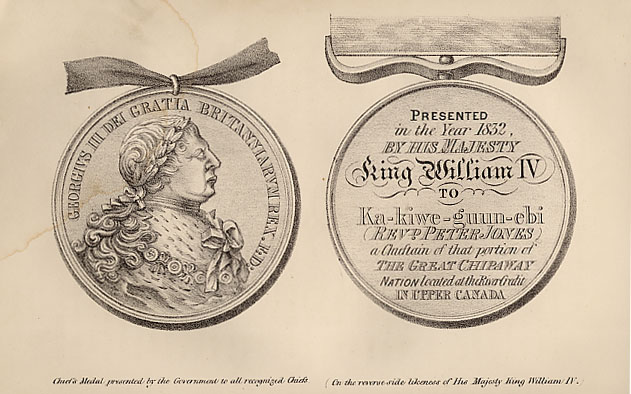
Medalha concedida a Peter Jones pelo rei Guilherme IV, que era costume receber por chefes indígenas no Alto Canadá.

Em 1829, os povos Mississaugas da Credit Mission elegeram Jones um de seus três chefes, substituindo o recém falecido John Cameron. Sua eleição foi influenciada por seu domínio da língua inglesa; ele era um dos poucos membros da tribo que conseguia lidar com os missionários e o governo provincial. Jones continuou seu trabalho missionário para outras tribos indígenas do Alto Canadá, convertendo muitos dos povos Mississaugas em Rice Lake e na Missão Muncey, bem como os povos Ojíbuas ao redor do Lago Simcoe e na costa leste do Lago Huron. Junto com seu irmão John, Jones começou a traduzir a Bíblia para a língua ojibua.

### Primeira turnê britânica
Também em 1829, Jones embarcou em uma viagem ao norte dos Estados Unidos com o reverendo William Case e vários convertidos indianos para arrecadar dinheiro para as missões metodistas no Alto Canadá. A turnê arrecadou 600 libras esterlinas, equivalente a trinta por cento das despesas anuais da Igreja Metodista na América do Norte britânica. Após seu retorno ao Alto Canadá, a conferência metodista anual daquele ano nomeou Jones "um missionário para as tribos indígenas" por insistência de Case. A conferência de 1830 deu-lhe a mesma nomeação. Ele também foi ordenado diácono na época. Os metodistas do Alto Canadá precisavam desesperadamente de dinheiro em 1831; naquela primavera, a igreja não conseguiu pagar todos os salários devidos. Para arrecadar dinheiro para a igreja, Jones viajou com George Ryerson para o Reino Unido naquela primavera, onde deu mais de sessenta sermões e cem discursos que arrecadaram mais de mil libras esterlinas. Esses sermões também foram realizados com Jones em traje indígena, o que combinado com seu nome indígena criou curiosidade e encheu os salões, com quatro ou cinco mil participantes em seu sermão para o aniversário da Sociedade Missionária de Londres. Jones se reuniu com vários ingleses relevantes, entre eles o médico James Cowles Prichard, que o tratou quando ele adoeceu em junho de 1831, bem como líderes metodistas como Adam Clarke, Hannah More e Richard Watson. Esta viagem criou um interesse público significativo, e Jones se encontrou com o rei Guilherme IV em 5 de abril de 1832, pouco antes de seu retorno ao Alto Canadá.

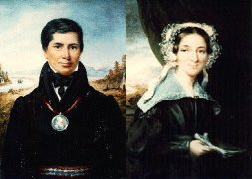
Retratos de Peter Jones e Eliza Field, feitos em 1832 pela pintora londrina Matilda Jones. Jones e Field se conheceram durante sua primeira viagem à Inglaterra e se casaram em 1833.

Durante esta turnê, ele conheceu Eliza Field, a quem ele pediu em casamento. Ela aceitou e Jones voltou para o Alto Canadá na primavera de 1832. Field veio para a América do Norte em 1833, chegando à cidade de Nova Iorque, onde os dois se casaram em 8 de setembro de 1833. Field passou o tempo intermediário aprendendo habilidades domésticas, como cozinhar e tricotar, para se preparar para sua nova vida. Ela veio de uma família rica e já havia sido atendida por criados. Field veio para o Alto Canadá e trabalhou com Jones em seu trabalho ministerial e como professora no assentamento de Credit River, instruindo as meninas indígenas em costura e outras habilidades domésticas. Os Mississaugas da Credit Mission apelidaram Eliza de "Kecheahgahmequa" (Gichi-agaamiikwe, "a senhora de além das águas [azuis]"/"mulher do outro lado da grande costa").

### Política Wesleyana

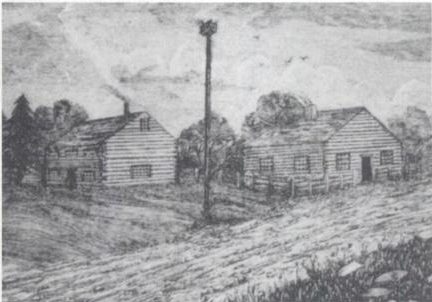
A primeira casa dos Jones, na Credit Mission, conforme esboçado por Eliza Field Jones.

A tradução de Jones do Evangelho segundo Mateus foi publicada em 1832 e, na mesma época, ele atuou como editor da tradução de seu irmão John do Evangelho segundo João. Jones foi ordenado ministro em 6 de outubro de 1833, pelo reverendo George Marsden em York, Alto Canadá. Ele foi o primeiro Ojíbua a ser ordenado como pregador metodista. No mesmo ano, os metodistas canadenses unificaram sua igreja com os Wesleyanos britânicos. A igreja combinada agora era dirigida pelos britânicos, Jones foi preterido para cargos dentro da igreja em favor de indivíduos menos qualificados e sua influência diminuiu.
Quando o cargo de chefe dos missionários indígenas canadenses foi aberto, foi preenchido por um Wesleyano britânico sem experiência com indígenas, o reverendo Joseph Stinson. William Case recebeu o segundo lugar no comando, com atenção especial para a tradução das escrituras para a língua ojíbua. Case não falava ojíbua. Case, que Jones vira como um mentor, instalou seu quartel-general na Credit Mission. Jones começou a brincar na igreja, já que ele estava recebendo poucas responsabilidades e a igreja não mostrava confiança em suas habilidades. Case disse ao ministro metodista James Evans para começar a traduzir hinos e livros da Bíblia para o ojíbua, incluindo aqueles que Jones já havia traduzido. Após a morte de Augustus Jones em novembro de 1836, Peter convidou sua madrasta e dois irmãos mais novos para morar na Credit Mission.

### Segunda turnê britânica
Em meados da década de 1830, o vice-governador Francis Bond Head elaborou um plano para realocar os ojíbuas do Credit River, juntamente com outras tribos indígenas do sul do Alto Canadá, para a Ilha Manitoulin. Bond Head acreditava que os indígenas precisavam ser removidos completamente da influência dos colonos brancos do Alto Canadá. Jones, aliado de Sir Augustus Frederick D'Este e do Dr. Thomas Hodgkin, da Sociedade de Proteção dos Aborígenes na Grã-Bretanha, se opôs à mudança. Eles sabiam que o solo pobre da Ilha Manitoulin forçaria os bandos indígenas a abandonar a agricultura e retornar a um estilo de vida caçador-coletor. Após o acordo de entrega do trato Saugeen, em 1836, Jones, baseado na Proclamação Real de 1763, se convenceu de que a única maneira de acabar com a ameaça perpétua de realocação dos Mississaugas era obter os títulos de propriedade de suas terras.
Jones viajou para a Inglaterra em 1837 para fazer uma petição ao Colonial Office diretamente sobre o assunto. Ele estava acompanhado de sua esposa e sua sobrinha Catherine Sunegoo. O secretário colonial Lord Glenelg adiou o encontro com Jones até a primavera de 1838, já que ele estava ocupado com as Rebeliões de 1837. Nesse ínterim, Glenelg recusou-se a aprovar a proposta de Bond Head. Jones passou o tempo intermediário em turnê pela Inglaterra, pregando, fazendo discursos e arrecadando fundos para os metodistas canadenses. Embora Bond Head tenha enviado uma carta a Glenelg para desacreditar Jones, o ministro se encontrou com Jones na primavera de 1838. A reunião foi muito boa para Jones, pois Glenelg prometeu ajudar a garantir os títulos de propriedade dos Mississaugas e também lhe arranjou uma audiência com a rainha Vitória. Em setembro, Jones apresentou à rainha uma petição dos chefes da comunidade ojíbua Mississauga pedindo títulos de propriedade de suas terras, para garantir que os Mississaugas da Credit Mission nunca perdessem o título de suas terras. A petição foi escrita em alfabeto latino, assinada pelos chefes em pictogramas e acompanhada de wampum complementando as informações da petição. Jones, vestido com sua insígnia ojíbua, apresentou a petição e a interpretou para Vitória, com intuito de garantir uma recepção precisa e favorável. Vitória aprovou a recomendação de seu ministro de que os povos Mississaugas recebessem títulos de propriedade. Ele retornou ao Alto Canadá logo em seguida.

### Oposição a liderança de Jones na comunidade
No Alto Canadá, encontrou uma comunidade que começou a questionar sua liderança. William e Lawrence Herchmer lideraram um grupo dentro da comunidade que se opôs à influência de Jones, alegando que estava transformando os povos Mississaugas da Credit Mission em "ingleses castanhos" (Brown Englishmen). Os irmãos, embora cristãos, se opuseram à dura disciplina imposta aos jovens, ao uso do voto em vez do consenso para governar e à perda do estilo de vida e da cultura indígena. Em 1840, o assentamento estava muito tenso; a pressão dos colonos brancos, a escassez de madeira e a incerteza se a tribo tinha reivindicações sobre as terras que ocupavam forçaram o conselho do bando a começar a considerar a realocação. 1840 também viu a igreja metodista dividida em duas facções, os metodistas canadenses e os wesleyanos britânicos. Várias tribos indígenas se alinharam com ambas as igrejas, e a competição dificultou o trabalho missionário. Dos amigos de Jones dentro da igreja, apenas Egerton Ryerson permaneceu na conferência canadense.
Com o pano de fundo desses conflitos no assentamento, tornou-se cada vez mais difícil para Jones viajar. Sua influência no governo provincial permaneceu pequena. Embora os Mississaugas da Credit Mission tivessem sido prometidos títulos de propriedade, o encontro de Jones com o vice-governador George Arthur não conseguiu produzi-los. O agente indígena Samuel Jarvis, escolhido em 1837, ignorou os Mississaugas, falhando em emitir-lhes os relatórios anuais sobre seus fundos fiduciários e falhando em responder às cartas. A tensão dessas divisões na comunidade, combinada com as responsabilidades de Jones como pai após o nascimento de seu primeiro filho, Charles Augustus (Wahweyaakuhmegoo (Waawiyekamigoo, "O Mundo Redondo") em abril de 1839, impediu Jones de realizar muitas viagens de proselitismo. Como Eliza já havia sofrido dois abortos espontâneos e dois natimortos, o casal teve muito cuidado ao criar Charles.
Jones foi designado para a Missão Muncey em 1841. Localizada a sudoeste de London, a missão fazia proselitismo para indígenas de três tribos diferentes; Ojíbuas, Munsee, Delaware e Oneida. Jones esperava realocar os Mississaugas da Credit Mission para lá se eles não conseguissem obter os títulos de propriedade para um novo assentamento, a ser denominado New Credit, mas esse plano foi contestado pelo agente indiano Samuel Jarvis. Na Missão Muncey, cada tribo falava uma língua diferente, o que tornou o trabalho desafiador para Jones, assim como o grande contingente de indígenas não cristãos. Ali nasceram mais dois filhos do casal, John Frederick (Wahbegwuna, Waabigwane, "Tenha uma flor [[[lírio]] branco]") e Peter Edmund (Kahkewaquonaby, Gakiiwegwanebi, "[Sagrado] Balançando as penas"). John recebeu o nome do irmão de Peter, John; do irmão de Eliza, Frederick; Peter do próprio Peter e do irmão de Eliza, Edmund. O trabalho na Muncey Mission foi estressante para Jones, e sua saúde começou a piorar. A conferência metodista de 1844 encontrou-o em tal estado de saúde que ele foi declarado supranumerário. No mesmo ano, Jarvis foi demitido do cargo de superintendente-chefe dos Agentes Indígenas. Com Jarvis afastado do cargo, Jones conseguiu uma audiência com o vice-governador Charles Metcalfe. Metcalfe ficou favoravelmente impressionado com Jones; ele disponibilizou fundos para construir duas escolas na Missão Muncey (uma escola para meninos e uma escola para meninas) e entregou a administração das finanças dos Mississaugas a seus chefes, tornando-os a primeira tribo indiana no Canadá a ter controle sobre seus fundos fiduciários.

### Terceira turnê britânica

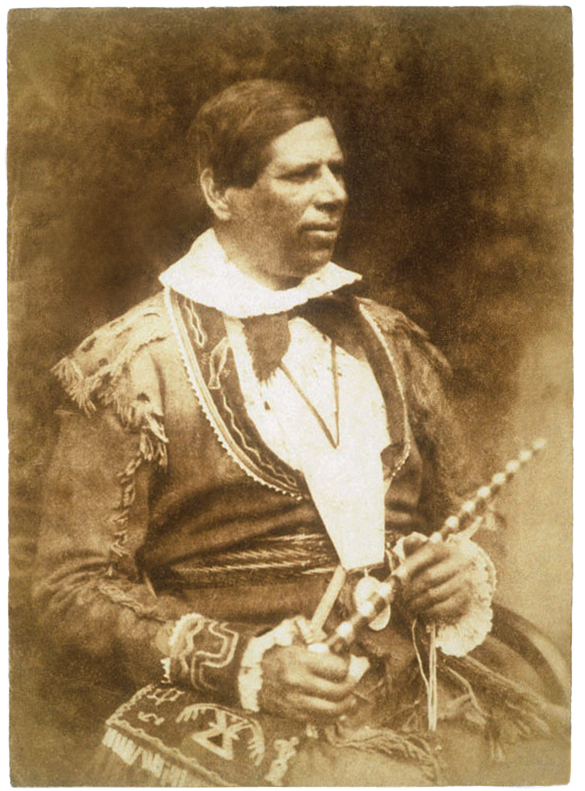
Esta fotografia de Jones foi tirada em 4 de agosto de 1845, em Edimburgo, Escócia, por Hill & Adamson. As fotografias tiradas de Jones naquele dia são as mais antigas fotografias sobreviventes de um indígena norte-americano.

Jones viajou para a Grã-Bretanha em 1845 para uma terceira viagem de arrecadação de fundos, fazendo discursos e sermões. Onde quer que viajasse, Jones atraía grandes multidões, mas por dentro estava deprimido. Ele sentiu que a multidão estava lá apenas para ver o exótico indígena Kahkewāquonāby e seu traje nativo, e não apreciou todo o trabalho que ele fez para se tornar um bom cristão. Apesar de suas dúvidas sobre a viagem, ele levantou mil libras esterlinas, cerca de dois terços desse total na Escócia e um terço na Inglaterra. Em 4 de agosto de 1845, em Edimburgo, Jones foi fotografado por Robert Adamson e David Octavius Hill. Estas foram as primeiras fotografias tiradas de um indígena norte-americano.
A saúde de Jones continuou a piorar e ele viajou para Paris para se encontrar com o Dr. Achille-Louis Foville. Foville examinou Jones, mas não prescreveu nenhum remédio, sugerindo banhos de esponja com água fria. Com este conselho, mas sem tratamento eficaz, Jones voltou à Inglaterra para completar sua viagem de arrecadação de fundos. Jones voltou para a Província do Canadá em abril de 1846.

### Títulos de propriedade aos povos Mississaugas
Voltando à Credit Mission, Jones acreditava que a questão mais premente para os Mississaugas era a falta de um título claro de suas terras. O assentamento havia estabelecido fazendas bem-sucedidas e era quase autossuficiente. Foi também desenvolvendo indústria, com uma dupla de carpinteiros e um sapateiro. A Credit Mission dos Mississaugas também financiou a construção de um par de cais na foz do Credit River, o início do Port Credit. Embora o assentamento estivesse prosperando, o superintendente indígena Thomas G. Anderson pressionou a tribo a mudar a Credit Mission para um local diferente, na esperança de agrupar os indígenas em assentamentos maiores onde as escolas pudessem ser razoavelmente estabelecidas e financiadas. Como um incentivo para motivar os Mississaugas a se mudarem, ele prometeu a eles os títulos de propriedade que eram o principal objetivo de Jones para a tribo.
Os ojíbuas de Saugeen convidaram os Mississaugas de Credit a se mudar para a Península de Bruce, que era o último grande pedaço de terra não cedido no sul de Ontário. Os Mississaugas acreditavam que esta era sua melhor chance de obter a escritura do terreno, então a tribo se preparou para uma mudança. Eles entregaram as terras desta missão à província em confiança, mas o primeiro reconhecimento de Bruce voltou com notícias terríveis: o solo da península era completamente inadequado para a agricultura. Já tendo entregado suas terras na Credit Mission, os Mississaugas enfrentaram uma situação incerta. As Seis Nações, ouvindo sobre a situação desesperadora das Mississaugas, ofereceram uma parte de sua terra a eles, lembrando que quando as Seis Nações fugiram para o Alto Canadá, as Mississaugas doaram a terra às Seis Nações. Os Mississaugas se mudaram para esta terra ao longo do Rio Grand, doada pelas Seis Nações. Fundado em 1847, o assentamento recebeu o nome de New Credit. Jones continuaria em seu papel como líder comunitário aqui, solicitando a vários ramos do governo financiamento para construir o assentamento. Em 1848, os wesleyanos e metodistas se reconciliaram, e William Ryerson estabeleceu uma missão em New Credit.
Durante a década de 1840, a saúde de Jones estava em declínio. Quando os Mississauga se mudaram para New Credit, Jones estava muito doente para se mudar para um assentamento não construído. Tendo que abandonar a Credit Mission, ele voltou para Munceytown com sua família. Jones renunciou à sua posição na igreja metodista, mas continuou a realizar trabalhos aqui e ali conforme sua saúde permitia. Em 1850, seu médico ordenou que ele parasse completamente de viajar e de desempenhar suas funções clericais, mas Jones ignorou seu conselho. Em 1851, Jones mudou-se para uma nova propriedade perto de Echo Place, que ele apelidou de Echo Villa. A propriedade ficava perto da cidade estabelecida de Brantford, mas também permitia que ele ficasse perto de New Credit.
Embora ele continuasse a trabalhar, sua saúde debilitada o mantinha em casa com frequência, e ele começou a realizar mais atividades domésticas. Começando a esculpir em madeira, ele ganhou 15 libras esterlinas por sua tigela e concha na exposição provincial anual. Ele começou a escrever para a Sociedade de Proteção dos Aborígenes, atuando como correspondente canadense para a publicação The Colonial Intelligencer; or, Aborigines' Friend. Na década de 1850, Peter começou a dedicar mais tempo e esforços à esposa e aos filhos. Seu filho Charles frequentou o Genesee College em Lima, Nova York, depois estudou direito. Jones continuou viajando quando sua saúde permitiu. Em 1851, ao Lago Deux Montagnes no Canadá Leste; em 1852, através do norte de Ontário; em 1853, à cidade de Nova Iorque para uma reunião missionária; e em 1854, a Syracuse para uma convenção metodista.
Inicialmente, o assentamento em New Credit encontrou dificuldades, mas logo começou a prosperar. Uma das primeiras serrarias foi destruída por um incêndio criminoso em 1851, mas logo uma nova estava em operação. Invasores brancos foram expulsos da terra por volta de 1855, embora o roubo de toras continuasse sendo um problema por vários anos depois.
Jones foi atingido por uma doença em dezembro de 1855 durante uma viagem de carroça de New Credit para Echo Villa. Incapaz de se livrar da doença, morreu em sua casa em 29 de junho de 1856. Ele foi enterrado no Greenwood Cemetery em Brantford. Sua esposa Eliza supervisionou a publicação de seus livros após sua morte. Life and Journals foi publicado em 1860 e History of the Ojebway Indians em 1861.

## Legado

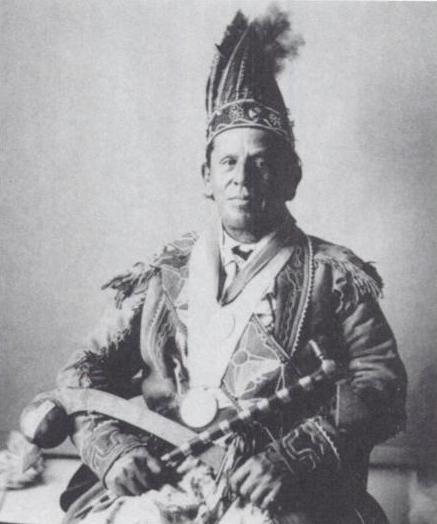
Uma fotografia de seu filho Peter Edmund Jones, publicado em 1898 da Instituição Smithsoniana.

Em 1857, um monumento foi erguido em homenagem a Jones em New Credit, com a inscrição "Erguido pelos Ojibeway e outras tribos indígenas para seu reverenciado e amado Chefe Kahkewaquonaby (o Rev. Peter Jones)".
Em Memória de KAHKEWAQUONABY, (Peter Jones), O FIEL E HERÓICO MISSIONÁRIO E CHEFE DE OJIBEWAY: O GUIA, CONSELHEIRO E BENFEITOR DE SEU POVO. Nascido em 1º de janeiro de 1802. Faleceu em 29 de junho de 1856. SUAS BOAS OBRAS VIVEM DEPOIS DELE, E SUA MEMÓRIA ESTÁ EMBALMADA EM MUITOS CORAÇÕES GRATOS.
Para homenagear Jones e enfatizar seu papel em ajudar os Mississaugas a sobreviver ao contato com os europeus, uma celebração de seu reconhecimento foi realizada no New Credit Reserve. Em 1996, Jones foi nomeado como National Historic Person of Canada (Pessoa Histórica Nacional do Canadá). No ano seguinte, o Local Architectural Conservation Advisory Committees (Conselho Consultivo Local de Conservação Arquitetônica), por meio do Ontario Heritage Act (Lei de Patrimônio de Ontário), condecorou o legado de Jones com a placa comemorativa no New Credit Reserve. Jones notabilizou-se por ser a primeira pessoa a transformar o povo nativo Ojíbua como uma língua escrita.

## Obras publicadas
- Spellings for the Schools in the Chippeway Language.[84] = Ah-ne-she-nah-pa, Oo-te-ke-too-we-nun; Ka-ke-ke-noo-ah-mah-ween-twah e-kewh, Ka-nah-wah-pahn-tah-gigk Mah-ze-nah-e-kun.[85] (York: Canada Conference Missionary Society, 1828).
- Tracts in the Chipeway and English, comprising seven hymns, the Decalogue, the Lord's Prayer, the Apostles' creed, and the fifth chapter of St. Matthew (em inglês). Nova York: A. Hoyt. 1828 = O zhe pe e kun nun nah pun ai ee ah ne she nah pa moo mah kah toon ah sha wa ee tush ween ah gun osh she moo mah kah toon ne zhswah sweeh nah kah moo we nun kia Me tah sweeh e ki também nós nun ough ke shah mune também kia ke shah munetoo o tah yum e ah win, kia Ta pwa yain tah moo win, kiapung ke o kah ke qua win ough kah noo che moo e nungh.[86] Atribuído a Peter Jones. (Nova York, 1828).
- Livro de hinos de Ojebway (em inglês); tradução. (Nova Iorque, 1829; 2ª ed., Toronto)
- Pungkeh ewh ooshke mahzenahekun tepahjemindt owh keetookemahwenon kahnahnauntahweenungk Jesus Cristo.[87] Parte do Novo Testamento. . . Traduzido para a língua Chippewa, do Evangelho de São Mateus por Peter Jones, missionário nativo. (Iorque, 1829).
- The sermon and speeches of the Rev. Peter Jones, alias Kah-ke-wa-quon-a-by, the converted Indian chief (em inglês). Leeds: H.Spink. 1831
- Mesah oowh Menwahjemoowin, Kahenahjimood owh São Mateus.:[88] (York, 1831).
- The Gospel According to St. John:[89] Traduzido para a língua Chippeway, pela Sociedade Bíblica Britânica e Estrangeira; Tradutor: Jones, John; Editor: Jones, Peter. (Londres: Sociedade Bíblica Britânica e Estrangeira, 1831).
- The Gospel of St. Matthew:[90] Traduzido para a língua Ojebway. (Toronto, 1832; reimpressão: Boston, 1839).
- Netum Ewh Oomahzenahegun owh Moses, Genesis aszhenekahdaig. Kahahnekahnootah moobeung owh kahkewaquonaby, ahneshenahba Makadawekoonahya.[91] (Toronto: Sociedade Bíblica Auxiliar, 1835).
- Discipline of the Wesleyan Methodist Church in Canada. Traduzido por Peter Jones, Missionário Indiano. (Toronto: 1835).[92]
- Nugumouinun genumugumouat igiu anishinabeg anumiajig (em inglês). Boston: American Board of Commissioners for Foreign Missions by Crocker & Brewster. 1836[93]
- A Collection of Chippeway and English Hymns, for the use of the Native Indians. Traduzido por Peter Jones, Missionário Indígena. Aos quais se acrescentam alguns Hinos traduzidos pelo Rev. James Evans e George Henry. (Nova York: Lane e Tippett, 1847 (1851); Nova York, 1853 (1854).
- Life and Journals of Peter Jones. (Toronto, 1860).
- History of the Ojebway Indians; with especial reference to their Conversion to Christianity. Por Rev. Peter Jones, (Kahkewaquonaby). Com uma breve Memória do Escritor; e Aviso Introdutório pelo Rev. G. Osborn, DD (Londres: AW Bennett, 1861).
- Hinos Adicionais . Traduzido pelo Rev. Peter Jones, Kah-ke-wa-qu-on-a-by. (Brantford, 1861)